# Єфимчук-Дячук Уляна Василівна
Уляна Василівна Єфимчук-Дячук (Єфімчук-Дячук) (нар. 1902, село Стадники Ровенського повіту, тепер Острозького району Рівненської області — 3 вересня 1977, місто Рівне Рівненської області) — українська радянська діячка, заступниця голови Рівненського облвиконкому. Депутат Верховної Ради СРСР 1—4-го скликань (1940—1958 роки).

## Біографія
Народилася в бідній селянській родині. Батько рано помер, мати працювала кухаркою у поміщиці.
З десятирічного віку наймитувала у поміщиці Могельницької, острозького купця Равича, працювала у власному сільському господарстві. Розповсюджувала нелегальну революційну літературу.
З вересня 1939 року — член селянського комітету (сільської ради) села Стадники на Рівненщині. 22 жовтня 1939 року була обрана депутатом Народних Зборів Західної України
У 1940—1941 роках — голова планової комісії і заступник голови виконавчого комітету Гощанської районної ради депутатів трудящих Ровенської області.
Під час німецько-радянської війни з літа 1941 року перебувала у евакуації в місті Темір Актюбінської області Казахської РСР, де у липні 1941 — листопаді 1943 року працювала головою планової комісії і заступником голови виконавчого комітету Темірської районної ради депутатів трудящих Актюбінської області.
У 1943—1944 роках — інспектор виконавчого комітету Ніжинської районної ради депутатів трудящих Чернігівської області. У 1944 році повернулася до Рівненської області.
Член ВКП(б) з 1944 року.
З лютого 1944 по 1945 рік — заступник голови виконавчого комітету Ровенської обласної ради депутатів трудящих.
Одночасно, з вересня 1944 року — завідувач відділу державного забезпечення та побутового влаштування родин військовослужбовців (потім — відділу соціального забезпечення) виконавчого комітету Ровенської обласної ради депутатів трудящих.
У 1952 році закінчила Республіканську партійну школу при ЦК КП(б)У в місті Києві.
У 1952—1956 роках — заступник голови виконавчого комітету Ровенської обласної ради депутатів трудящих.
У 1956—1958 роках — секретар виконавчого комітету Ровенської обласної ради депутатів трудящих.
З 1958 року — персональний пенсіонер республіканського значення в місті Рівному. Померла після важкої хвороби.

## Нагороди
- орден «Знак Пошани» (23.01.1948)
- медаль «За трудову доблесть» (7.03.1960)
- медалі
- Почесна грамота Президії Верховної Ради Української РСР (6.11.1964)